# 阿根廷南方航空2553號班機空難
阿根廷南方航空2553號班機空難是阿根廷南方航空（Austral Líneas Aéreas）一班的來回波萨达斯何塞·德·聖馬丁將軍機場至布宜諾斯艾利斯豪尔赫·纽伯里机场的定期航班，1997年10月10日，一架道格拉斯DC-9客機墜毀於新柏林市，造成74名乘客死亡。

## 飛機
失事客機是一架編號為LV-WEG的麥道DC-9-32，於1969年首飛，事發時機齡28年，原先服役于西班牙國家航空，編號為EC-BQT。

## 原因
據阿根廷空軍和烏拉圭空軍的調查顯示，飛機在通過積雨雲時，皮托管的凍結引發了空速表數據不准，導致機師操作失誤。